# Chrysophyllum amazonicum
Chrysophyllum amazonicum är en tvåhjärtbladig växtart som beskrevs av Terence Dale Pennington. Chrysophyllum amazonicum ingår i släktet Chrysophyllum och familjen Sapotaceae. Inga underarter finns listade i Catalogue of Life.